# Moderna Museet
Moderna Museet, eller blot Moderna, er et kunstmuseum beliggende på øen Skeppsholmen i det centrale Stockholm, Sverige. Det er Sveriges største museum for moderne kunst og drives af det svenske kulturministerium, Kulturdepartementet.
Museet blev grundlagt i 1958. Allerede før åbningen havde museet markeret sig som et moderne og eksperimenterende museum. Således udstillede man Picassos berømte maleri Guernica med hele 93 skitser til maleriet. Under Pontus Hulténs ledelse i 1960'erne befæstede museet den internationalt anerkendte position som eksperimentelt og nyskabende museum. Hultén inddrog bl.a. film i museets udstillingsgenstande.
Samlingen består af svensk, nordisk som international moderne kunst, og rummer et repræsentativt udvalg af malerier, fotografier og skulpturer; bl.a. værker af Pablo Picasso, Andy Warhol, Salvador Dalí, Marcel Duchamp og Robert Rauschenberg samt en model af Tatlin-tårnet. Museets restaurant er kendt i sig selv og er ikke mindst populær på grund af dens smukke beliggenhed. Oprindeligt var entré til museet gratis, dog undtaget nogle af de midlertidige udstillinger, men i 2007 blev der indført entré til hele museet. 
I 1993 blev seks værker af Picasso og to af Georges Braque med en samlet værdi på over 40 mio. britiske pund stjålet fra museet om natten. Tyvene kom ind via museets tag. Kun tre af Picasso-malerierne er siden fundet.
Museets nuværende bygninger er tegnet af Rafael Moneo og blev indviet i 1998. Siden 2001 har museet været ledet af Lars Nittve. Fra september 2019 til marts 2023 er Gitte Ørskou direktør for Moderna Museet. 

## Moderna Museet Malmö
I 2009 åbnede museet en afdeling i Malmø, Moderna Museet Malmö, indrettet i et ombygget elektricitetsværk, der tidligere husede kunstmuseet Rooseum (1988–2006).